# Furrer M25
A Furrer M25 (egyéb megnevezései: "Fusil-mitrailleur modèle 1925", "Lmg–25" vagy "FM–25") egy svájci csőhátrasiklásos könnyű géppuska volt, melyet az 1920-as években tervezett Adolf Furrer ezredes, és 1925-től került sorozatgyártásra a Waffenfabrik Bern (W+F) gyárban. A 7,5×55 mm GP11 svájci szolgálati puskalőszert tüzelte egy 30 töltényes tárból, tűzgyorsasága 450 lövés/perc, hatásos lőtávolsága villaállvánnyal pedig 800 méter volt.

## Leírás
A Leichtes Maschinengewehr Modell 1925 vagy Lmg 25 egy léghűtéses, választható tüzelési módú, tölténytárból táplált könnyű géppuska volt, amely nyitott zárból tüzelt (a puskacső a fegyver felhúzott állapotában is hátul maradt, majd csak akkor indult előre, mikor az elsütőbillentyűt meghúzták). A fegyver csőhátrasiklásos (rövid csőhátrasiklásos elven működött, hozzáadott csőszáj hátrasiklás gyorsítóval). A cső zárását egy módosított Maxim-típusú kapcsoló-záróval érték el. A hátrasikláskor a kapcsoló bal oldalon nyílik, így a tok bal falán van egy nagy ablak, melyet kivetőnyílásnak is használnak egyben. Szállítás és tárolás közben ezt az ablakot egy speciális porfogóval fedik le, amely kinyílik, mikor a fegyvert felhúzzák. A Furrer-rendszer sajátos jelleme, más rövid csőhátrasiklású fegyverekkel összehasonlítva az, hogy a zár és a cső mechanikusan össze van kötve az egész működtető rendszerrel. Ez azt jelenti, hogy a zár egész mozgását a cső hátrasikló mozgásával irányítják, habár a zár hátrasiklási sebessége szükségszerűen sokkal magasabb, mint a cső hátrasiklási sebessége. Ez a kapcsolat folyamatos és pontos időzítést eredményez az összes mozgó rész között; a rendszer másik előnye a nagyobb megbízhatóság, mivel a hátrasikló cső egészét használják a zár mozgatására az egész működési folyamaton keresztül. A másik előnye a rendszernek a relatíve lassú elméleti tűzgyorsaság. A hátrány a kapcsolatrendszer nagyon kicsi tűréshatára, hogy elérjék a tökéletes időzítést, ez pedig növeli a fegyver árát.
Gyors puskacső csere lehetséges, habár ez magában foglalja a csőtoldalékot (amellyel a csövet biztonságosan fel lehet csavarni) és a zárat (amely szériaszáma egyezik a csőével). Az elsütőbillentyű mechanizmusa ütőszeggel működik és lehetővé teszi az egyeslövést és a sorozatlövést is. Az ütőszeg feloldó rendszerét úgy tervezték, hogy a lőszert mindössze egy pillanattal az egész hátrasikló csoport (a cső, a csőtoldalék és a zár a zárkapcsolóval) működésbe lépése előtt lője ki. Sorozatlövéskor azzal az előnnyel jár, hogy jelentősen enyhébb a visszarúgás, de előbb le kell küzdeni a tehetetlenségi erőt. A tűzbiztosító kar igen szokatlan, mivel a töltényűr felső elülső részén kapott helyet. Az élesítő fogantyú közvetlenül a töltényűr mögött helyezkedik el, a tok jobb oldalán. A töltő rendszer két-oszlopos ívelt szekrénytárat használ, melyet jobb oldalról kell behelyezni. Az üres töltényhüvelyek bal oldalon esnek ki. A géppuskát fatusával, pisztolymarkolattal és rövid előaggyal gyártották, amely lehetővé tette a vállból való tüzelést. Állítható behajtható villaállványt szereltek a csőburkolat elejére, közel a csőszájhoz. Annak ellenére, hogy az Lmg 25 géppuskát könnyű géppuskának tartják, többféle állványra fel lehet szerelni, beleértve a speciális könnyű háromlábú állványt emelő és oldalirányzó mechanizmussal, valamint az erődítményekbe való beszerelést. Az irányzékok puska-típusú nyílt irányzékok, szükség esetén távcsővel is fel lehetett szerelni, melyet a tok felső részére rögzítettek.

## Fordítás
- Ez a szócikk részben vagy egészben  a   Furrer M25 című angol Wikipédia-szócikk ezen változatának fordításán alapul.  Az eredeti cikk szerkesztőit annak laptörténete sorolja fel. Ez a jelzés csupán a megfogalmazás eredetét és a szerzői jogokat jelzi, nem szolgál a cikkben szereplő információk forrásmegjelöléseként.